# Futebol Robótico Médio
A liga de Futebol Robótico Médio (FRM) (em Inglês Middle size league) é uma competição de futebol robótico que se realiza a nível internacional no evento RoboCup e em Portugal no evento Festival Nacional de Robótica (Esta prova qualifica as equipas portuguesas para a prova RoboCup Small Size League).

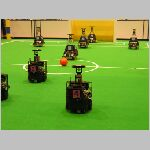
Jogo da Middle Size League (Robocup 2004)

## Descrição
Jogada por duas equipas de 5 robôs móveis autónomos com rodas (na quase totalidade das equipas), com uma altura que varia entre os 50 cm e os 90 cm. Toda a informação relativa ao ambiente é obtida pelos seus sensores e são capazes de comunicar entre eles via wireless.
Tirando a introdução e remoção de robôs do terreno de jogo e recolocação da bola em campo, não é permitida qualquer intervenção humana durante o jogo.
Nesta liga os robôs têm uma dimensão máxima de 50 cm de diâmetro, 80 cm de altura e 40 Kg de peso.
Duas equipas de robos jogam um jogo de futebol num campo de cerca de 12x8 metros, em que todos os sensores utilizados estão no próprio robô. As entidades do jogo são distinguidas por cores; assim, a bola é vermelha, as balizas são uma azul e outra amarela, o chão é verde, e os robos são maioritariamente pretos (esta cor é considerada obstáculo).
Os robôs das duas equipas são distinguidos através da utilização de uma faixa azul marinho ou roxo. Cada equipa é composta por 4 a 6 robôs, sendo que nenhuma equipa pode jogar com mais de um jogador de diferença. É permitida comunicação entre os robôs através de rede wireless 802.11 a ou 802.11b. O árbitro humano, envia comandos aos robôs através de um computador, para enviar os seus comandos (faltas, cantos, fora, ponta-pé de baliza, etc.)
Não é permitida qualquer intervenção humana durante o jogo, exceptuando-se quando for necessário retirar/introduzir um robô no campo.

## Equipes brasileiras
- GEAR[ligação inativa] - Grupo de Estudos Avançados em robótica - USP - EESC - São Carlos